# Музичка драма
Музичка драма подразумева јединство музичке и драмске радње. Радња се објашњава свим расположивим музичким средствима. 
Настала је симфонизацијом опере у позном романтизму. Настајала је паралелно у Италији и Немачкој. Ђузепе Верди је творац реалистичне музичке драме која не садржи белканто. Рихард Вагнер је творац музичке драме у Немачкој, коју је карактерисао непрекидан музичко-драмски ток и извођење свих лајт мотива свим расположивим извођачким групама.